# Limba norfuk
Limba norfuk este o limbă vorbită în insula Norfolk, care guvernează singură în Oceania. Ea este o combinație între limba tahitiană și engleza din secolul al XVIII-lea.

## Legături externe
- Norfolk Government